# Lutzenberg
Lutzenberg est une commune suisse du canton d'Appenzell Rhodes-Extérieures.

## Géographie

Vue aérienne de 200 m par Walter Mittelholzer (1920)

Selon l'Office fédéral de la statistique, Lutzenberg mesure 2,26 km2.

## Démographie
Lutzenberg compte 1 312 habitants au 31 décembre 2022 pour une densité de population de 581 hab/km2. Sur la période 2010-2019, sa population a augmenté de 3,6 % (canton : 4,6 % ; Suisse : 9,4 %).  